# Vy-aux-Moines

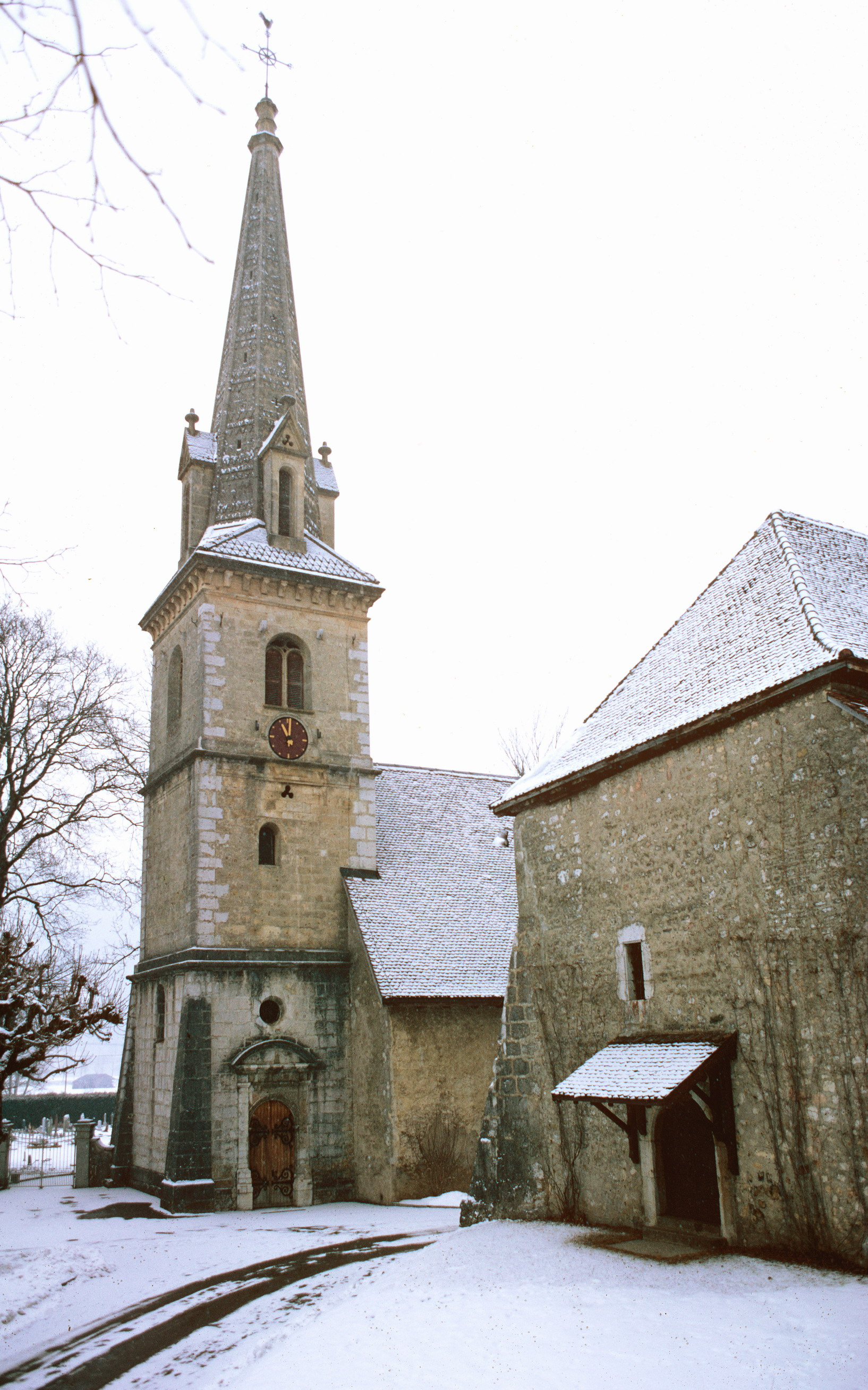
Le temple et la façade occidentale du prieuré de Môtiers avant 1996

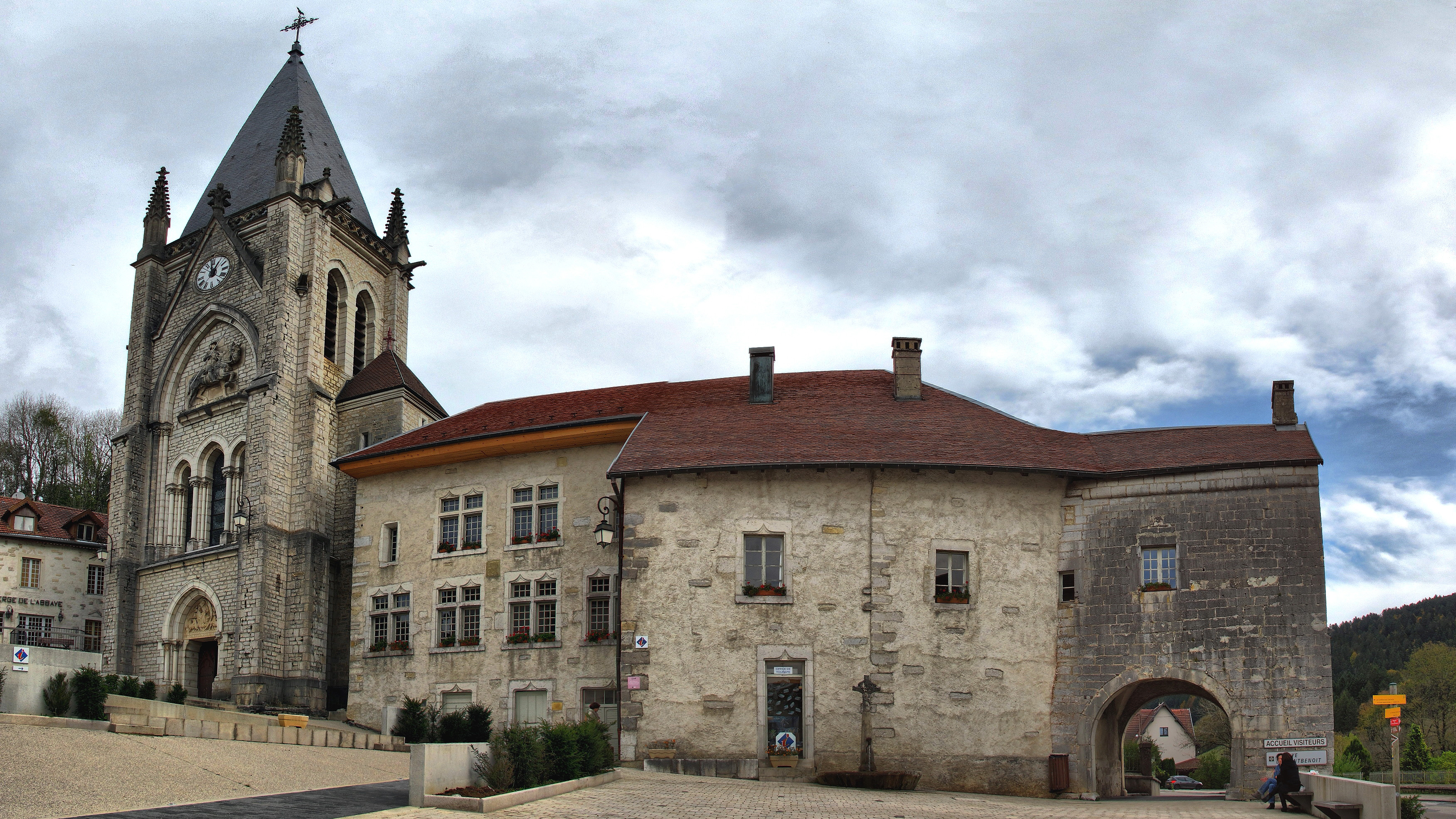
L'abbaye de Montbenoît

La Vy-aux-Moines est un itinéraire culturel franco-suisse créé en 2007. 
D’une longueur de 33 km, il permet de franchir le massif jurassien, en suivant un ancien cheminement reliant le prieuré de Môtiers (Suisse) et l’abbaye de Montbenoît (France). Cet itinéraire culturel permet aux randonneurs de parcourir une partie des hautes vallées jurassiennes tout en découvrant d’intéressants pans d’histoire régionale et de splendides paysages,.

## Origine et histoire
La tradition attribue volontiers l’exploration, le défrichement et le peuplement des hautes vallées jurassiennes aux moines et date le début de cette occupation aux XIe et XIIe siècle. Cette théorie demande à être nuancée, puisque l’archéologie fait aujourd’hui remonter les premières traces de ce qui deviendra le prieuré Saint-Pierre de Môtiers au VIe, dans un Val-de-Travers exploité par des agriculteurs dès l’époque romaine. De leur côté, les recherches palynologiques effectuées dans la haute chaîne du Jura révèlent une occupation humaine très ancienne, précédant largement l’établissement des quatre sites monastiques de la région de Pontarlier, le prieuré clunisien Saint-Pierre de Morteau, l’abbaye augustine de Montbenoît, l’abbaye cistercienne de Mont-Sainte-Marie et le prieuré bénédictin Saint-Simon de Mouthe, des monastères fondés entre le XIe et le XIIIesiècle. Si les vallées jurassiennes sont habitées depuis longtemps et que les moines ne s’installent pas dans des montagnes dépeuplées, l’implantation des monastères au Moyen Âge coïncide toutefois avec un développement de l’agriculture et du pastoralisme, ainsi qu’avec le regroupement d’une population jusque-là dispersée ; leur présence participe également au développement d’activités artisanales et pastorales plus spécialisées.
À la fin du XIe siècle, deux abbayes – Cluny (Bourgogne) et La Chaise-Dieu (Auvergne) – se disputent le contrôle de la route du Val-de-Travers au travers de la possession du monastère de Môtiers. En 1107, celui-ci est finalement rattaché à l’abbaye bénédictine la Chaise-Dieu, alors que l’abbaye de Montbenoît, mentionnée pour la première fois dans les textes en 1117, obéit à la règle de saint Augustin à partir de 1150 ; elle n’a toutefois pas bénéficié à ce jour de fouilles archéologiques pouvant éclairer ses origines,,.
Alors que les archives ne permettent malheureusement pas d’établir la nature exacte des liens entretenus par les deux monastères, on peut sans risque affirmer que leurs occupants évoluaient dans des univers très proches et qu’ils ne devaient pas manquer d’occasions d’échanges matériels et spirituels. La Vy-aux-Moines mise à l’honneur au début du XXIe siècle témoigne également de la diversité des voies de circulation qui parcouraient la chaîne du Jura, ainsi que des intérêts culturels et commerciaux qui unissaient les habitants du massif du Jura du Moyen Âge à nos jours,.

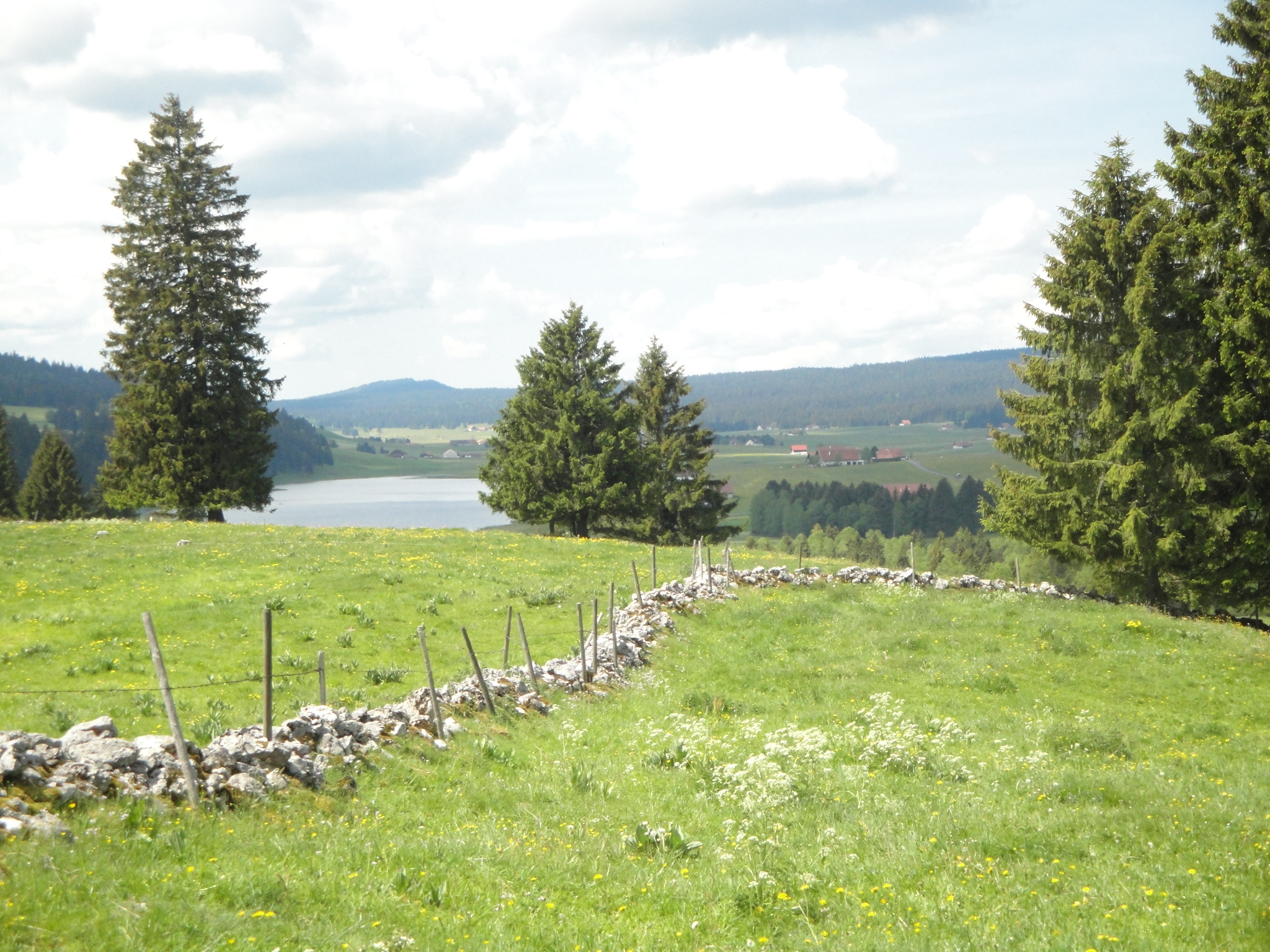
Vue sur le lac des Taillères

## Un tracé remis au goût du jour
Le 7 juillet 2007, l’Association de la Vy-aux-Moines inaugure un sentier d’une trentaine de kilomètres qui reprend un tracé ancien, un itinéraire qui pouvait autrefois se révéler rude et dangereux selon les conditions climatiques et météorologiques. L’itinéraire de 33 km et d’un dénivelé de 940 m. peut aujourd'hui être parcouru en une ou plusieurs étapes, à pied, et même en VTT. En partant de Môtiers (Suisse), le tracé passe par Boveresse, La Citadelle, le lac des Taillères, Le Bredot (frontière franco-suisse), Les Seignes, Le Théverot, la Côte du Cerf, La Fresse, La Perdrix, Hauterive-la-Fresse pour arriver à Montbenoît (France). La version moderne de la Vy-aux-Moines franchit la montagne, évitant la cluse du Château de Joux au profit de la traversée de la vallée des Taillères, puis chemine dans l’une des régions les plus froides de la Suisse. Parcourant forêts, tourbières et combes marécageuses, le sentier comprend deux points culminant à plus de 1200 mètres: la côte du Cerf au départ de Montbenoît et la Citadelle à proximité de Môtiers. Au fil des panneaux qui balisent l’itinéraire, l’Association Vy-aux-Moines amène les randonneurs à s’intéresser à de multiples aspects de la vie d’autrefois dans les hautes vallées jurassiennes ainsi qu’aux particularités des paysages et de la nature,. Depuis 2015, une variante permet également de faire un détour d’une quinzaine de kilomètres par La Brévine.

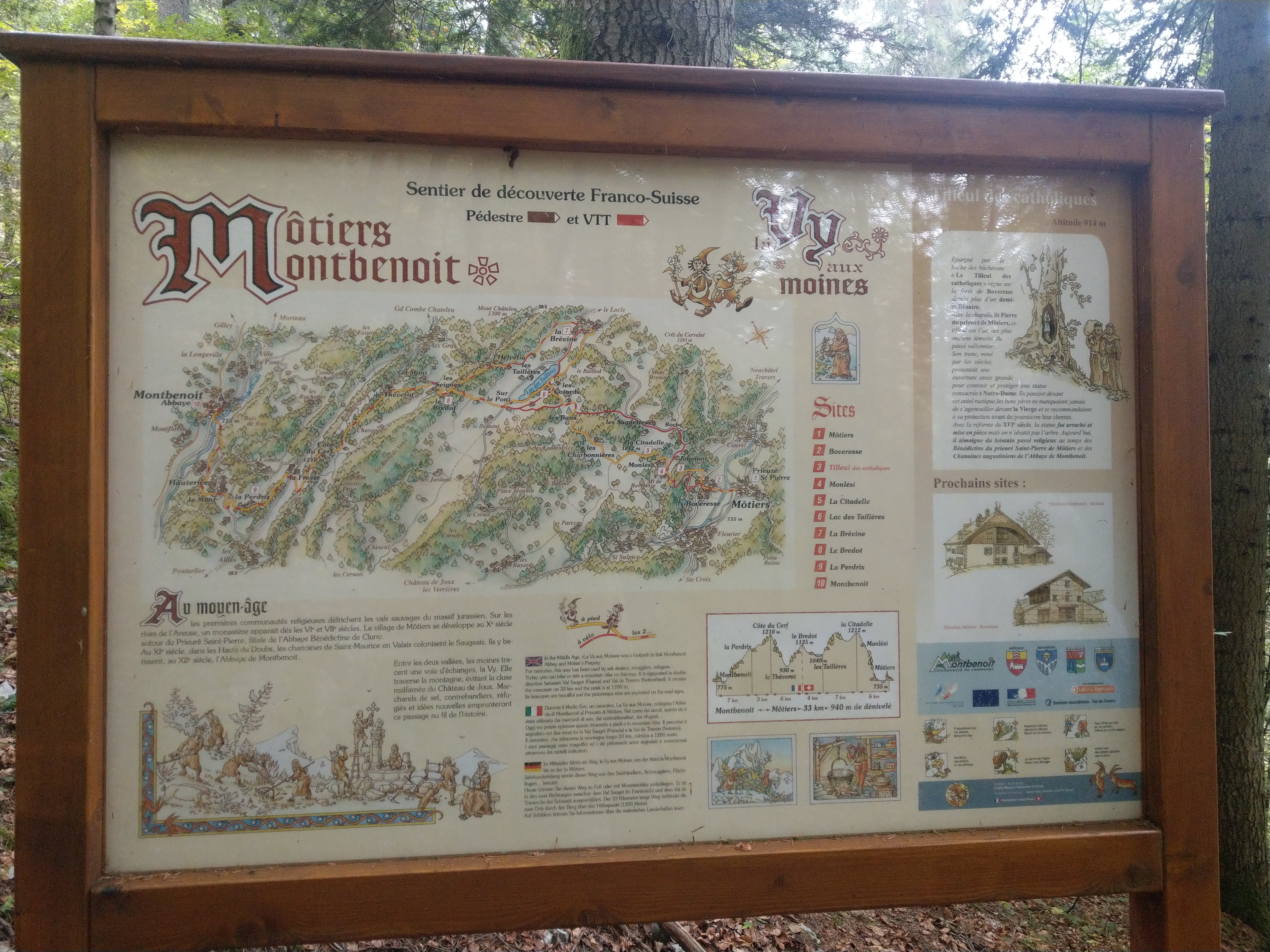

## Galerie

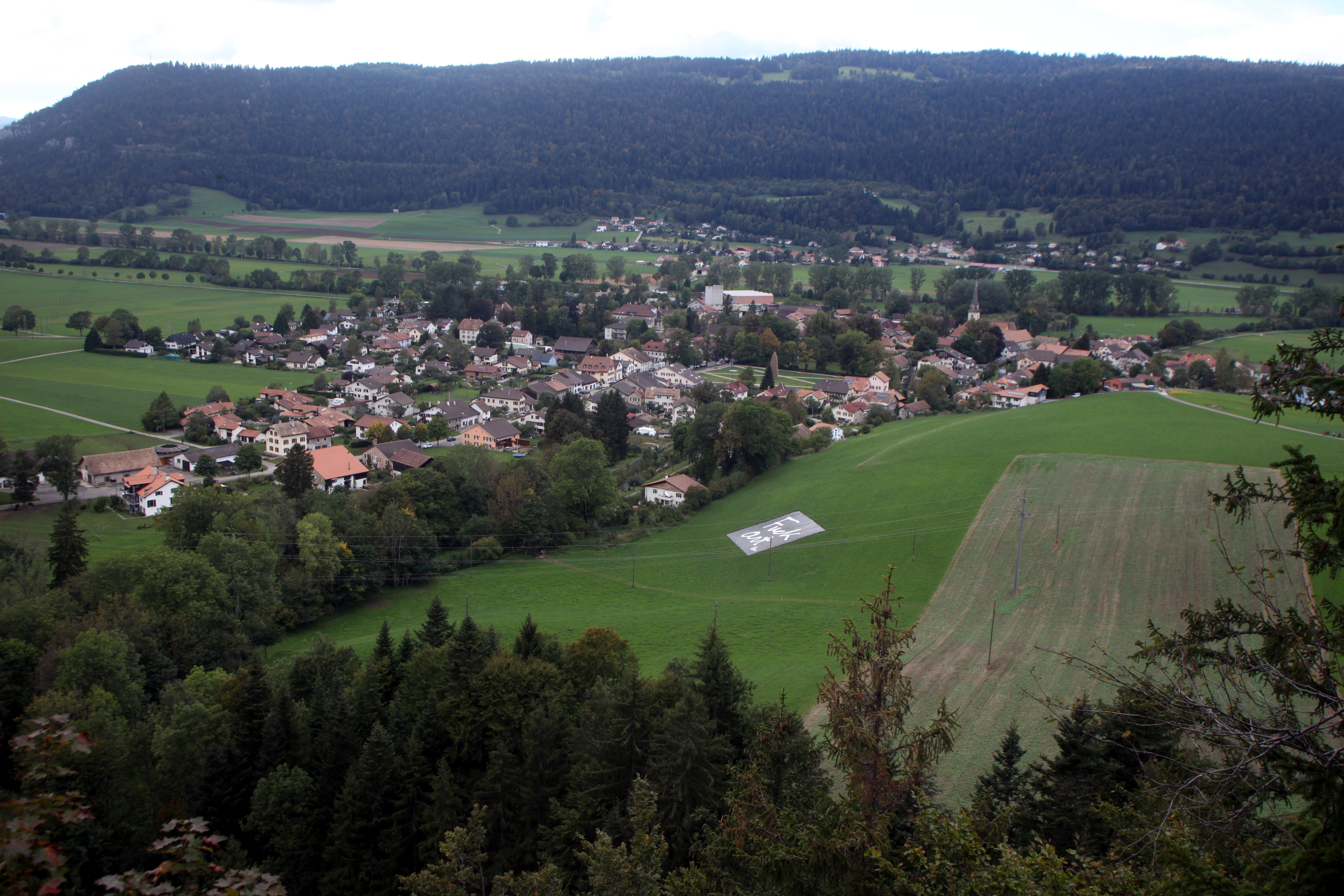
Vue de Môtiers depuis le sud
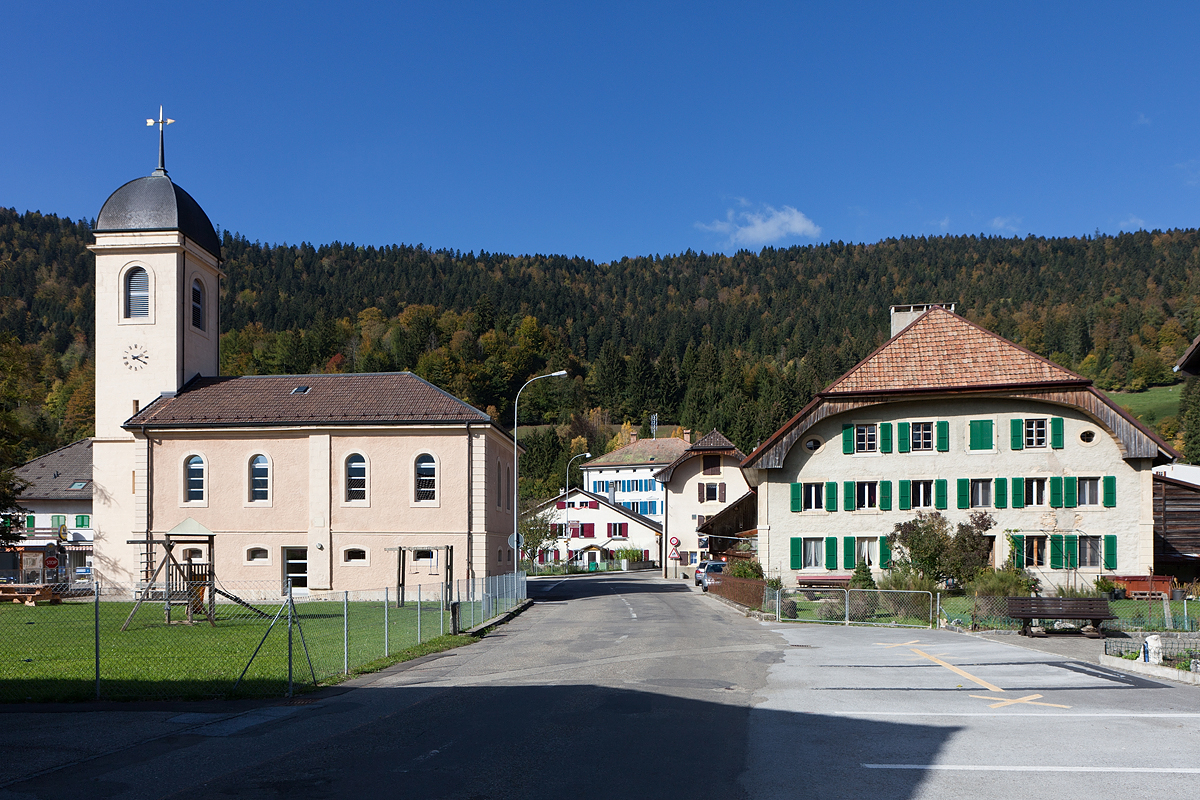
Boveresse
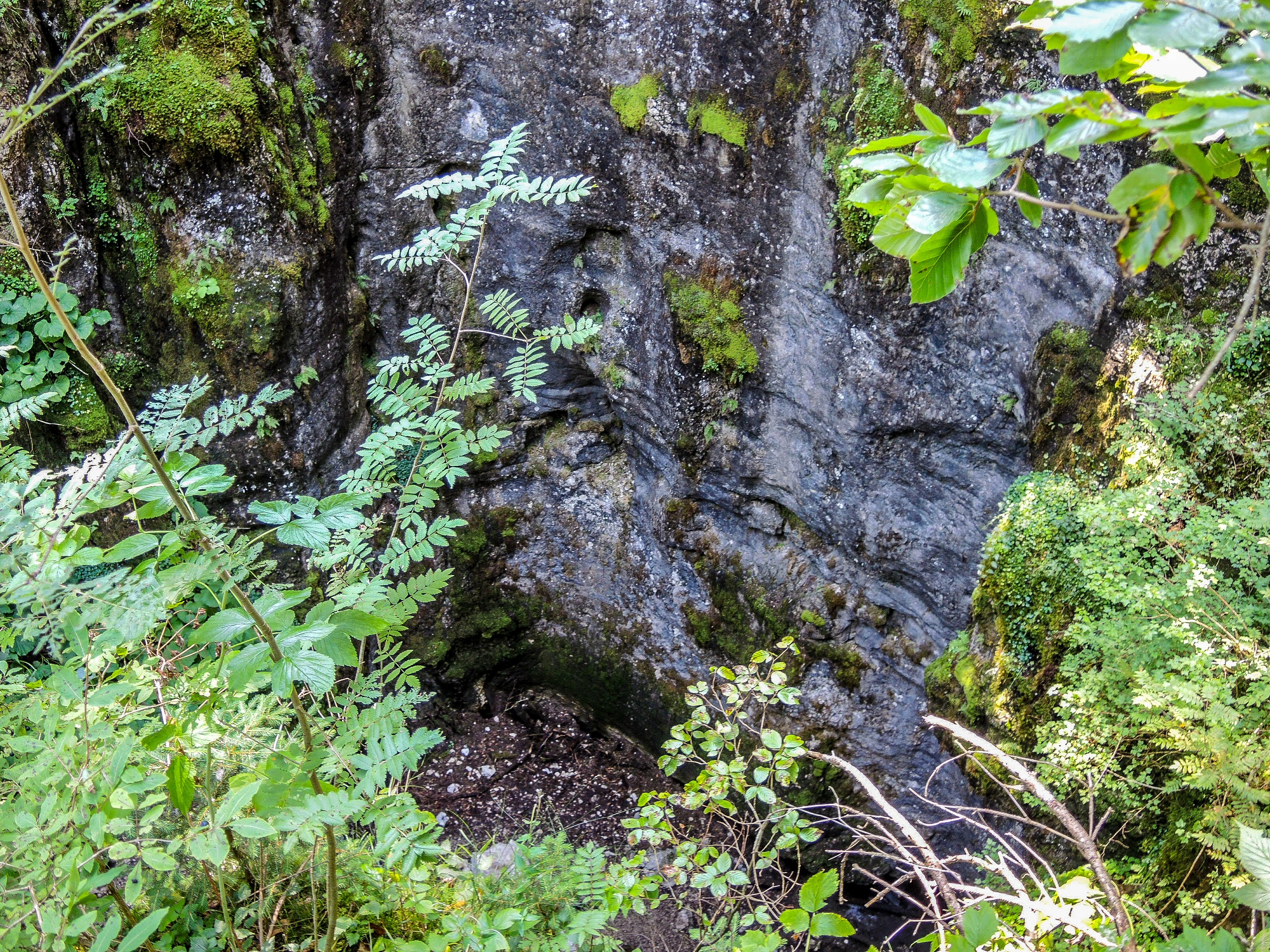
La glacière de Monlési
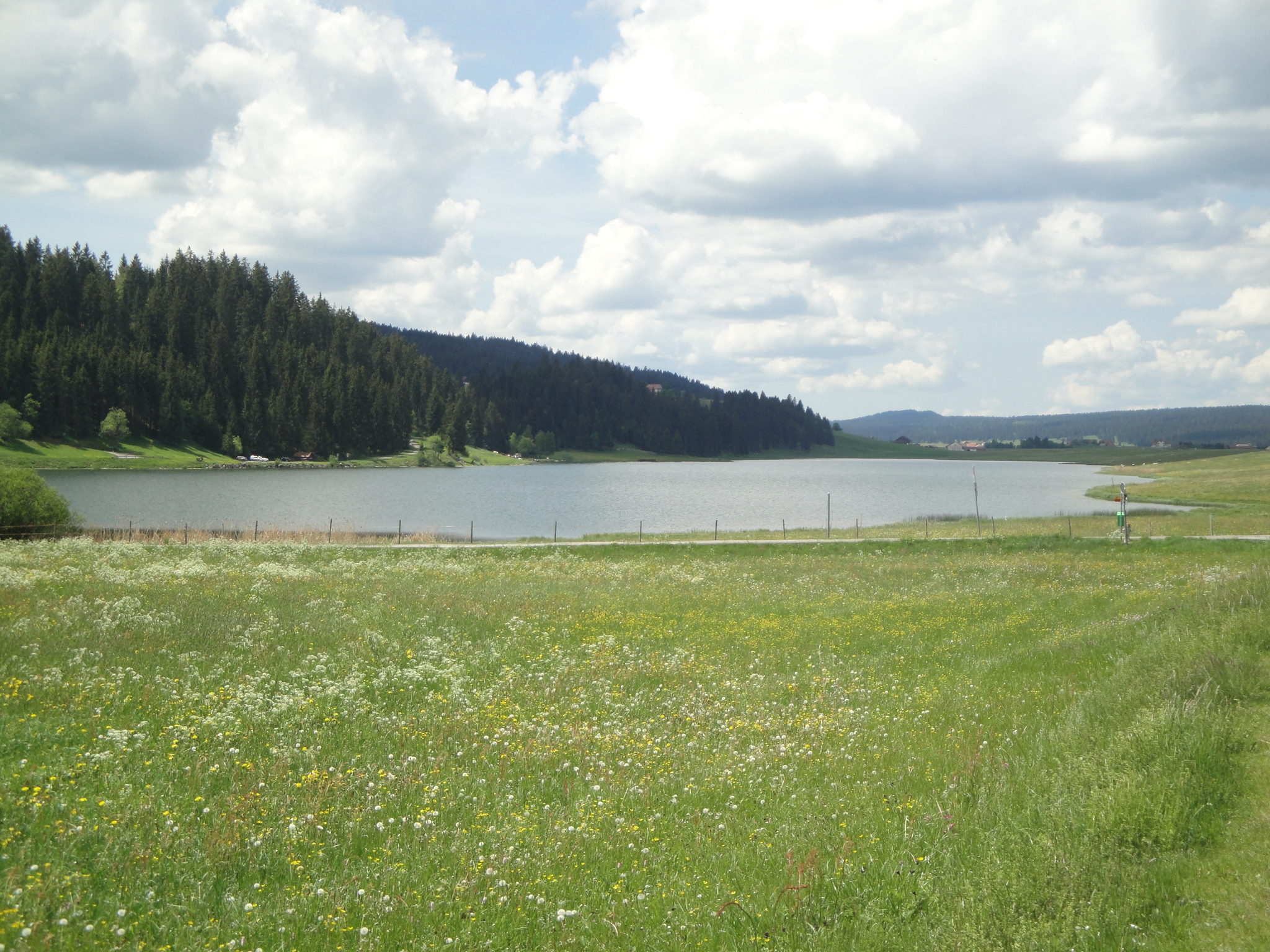
Lac des Taillères
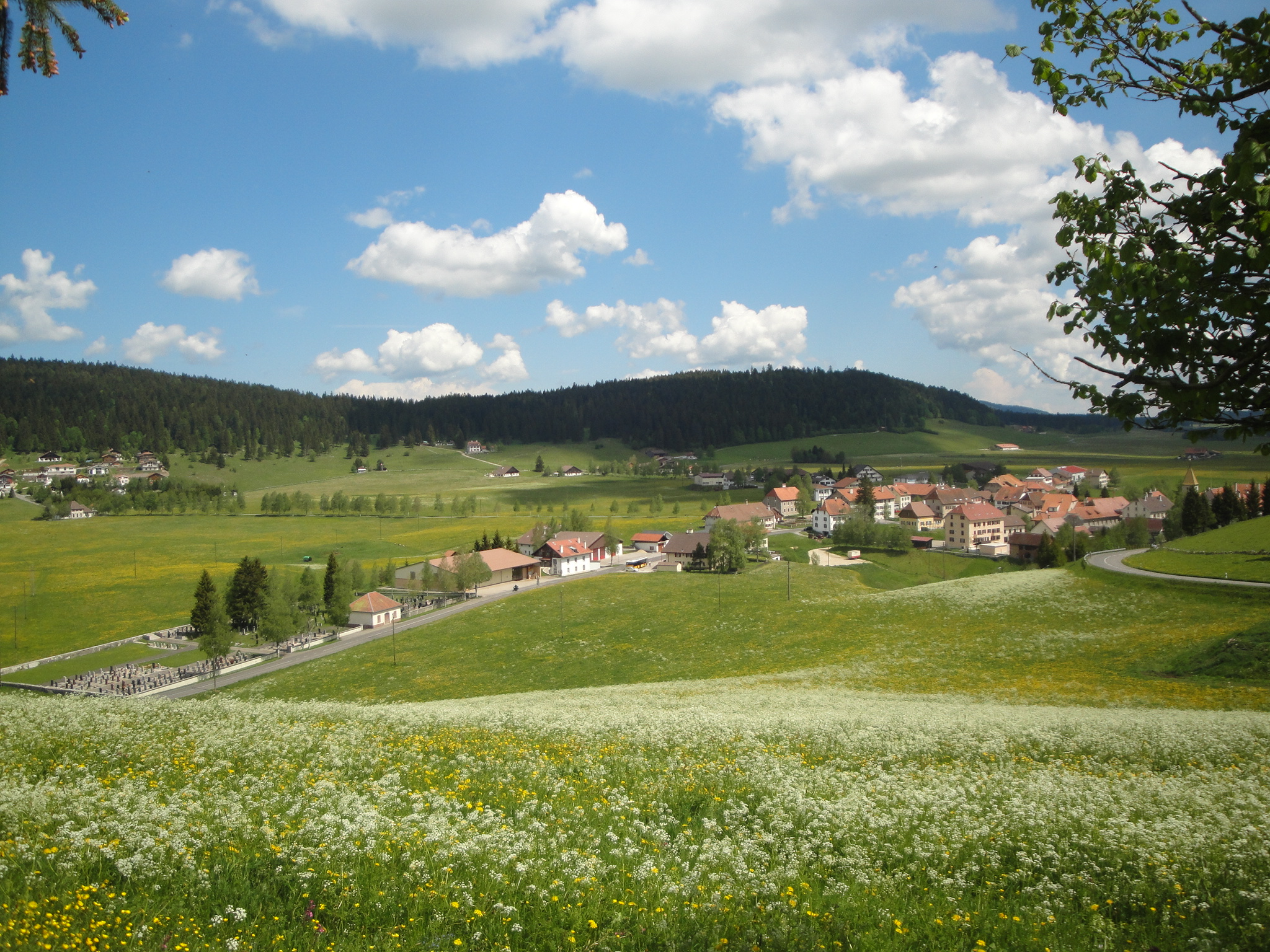
La Brévine
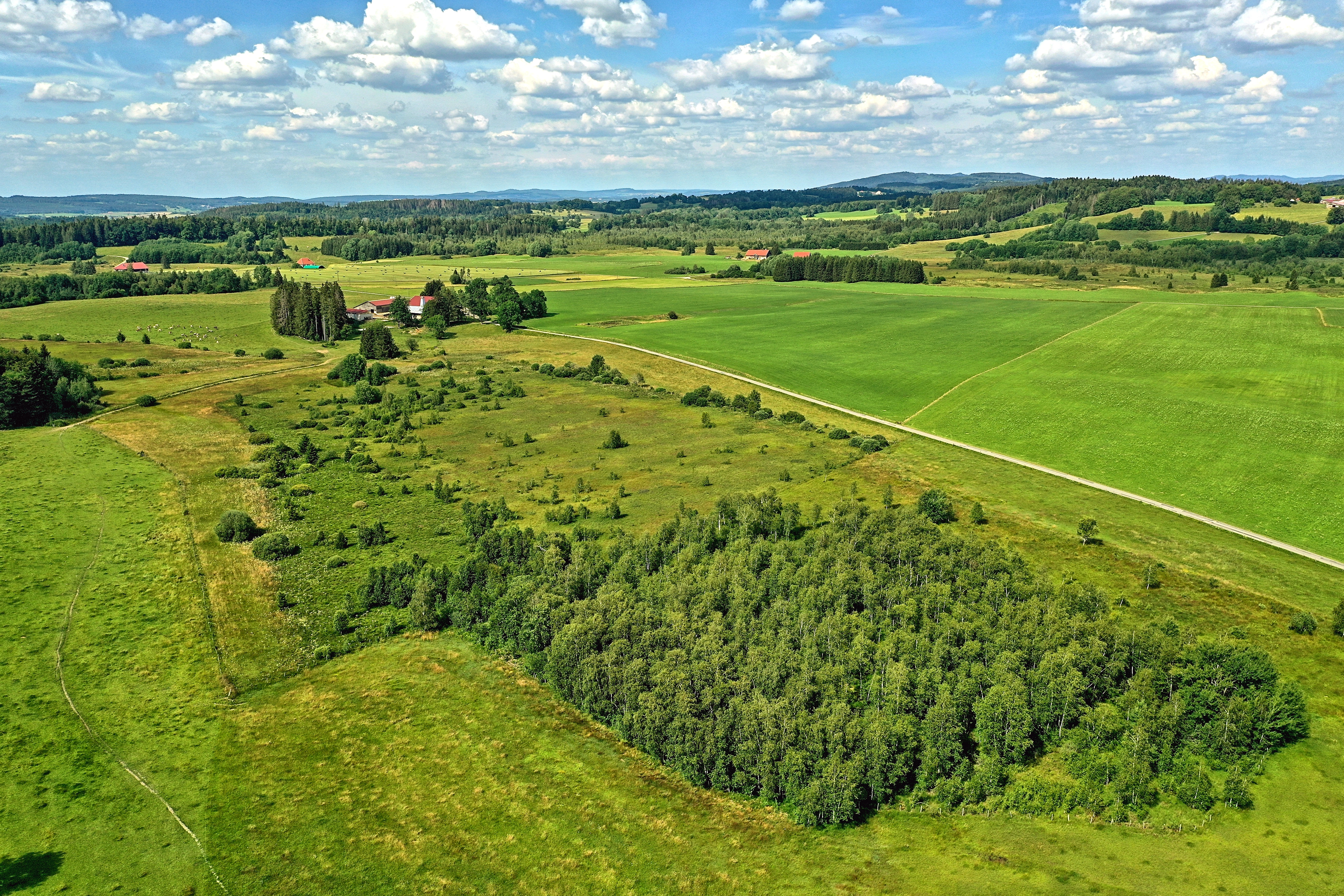
Les tourbières des Seignes
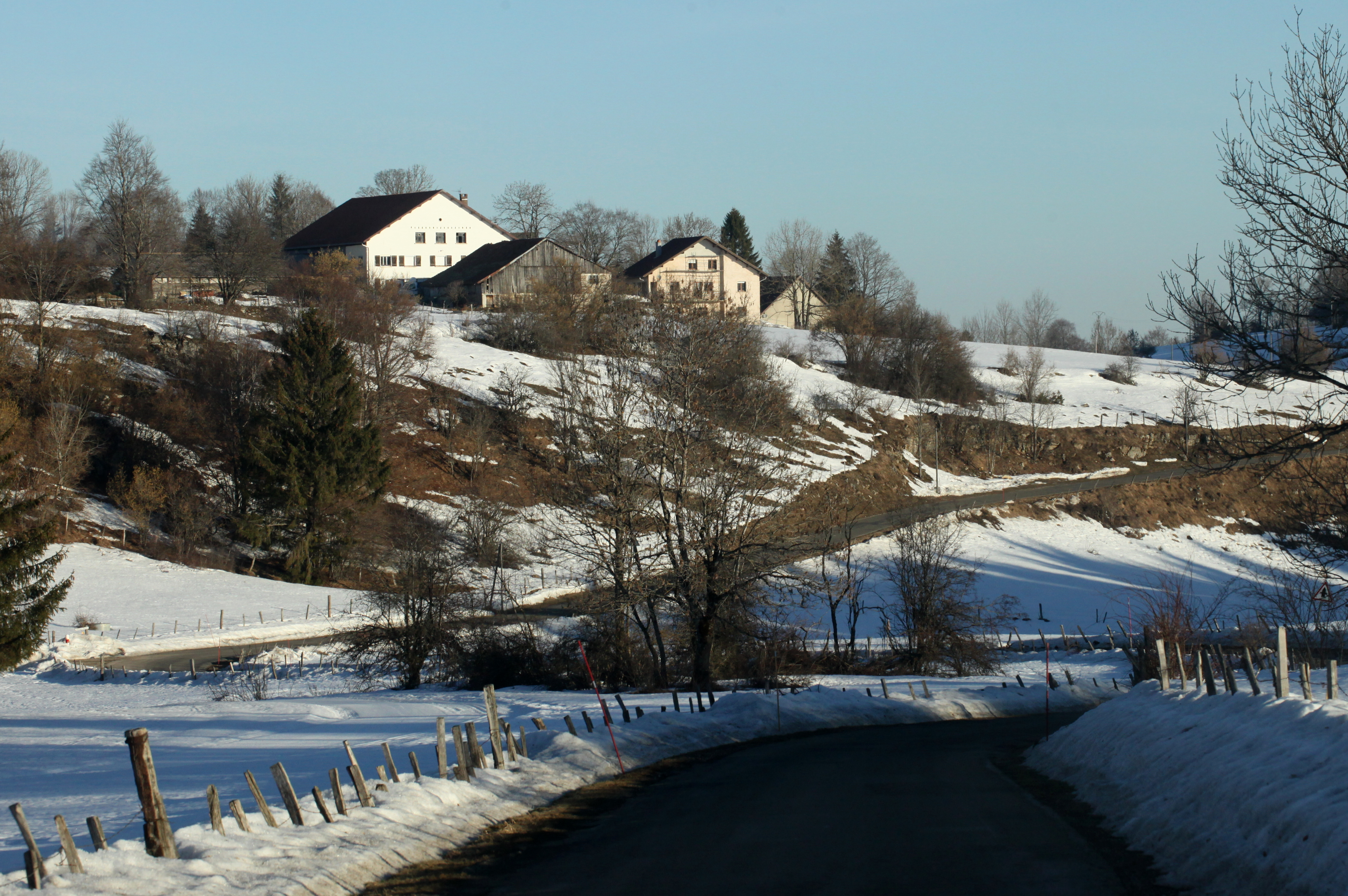
Hauterive-la-Fresse
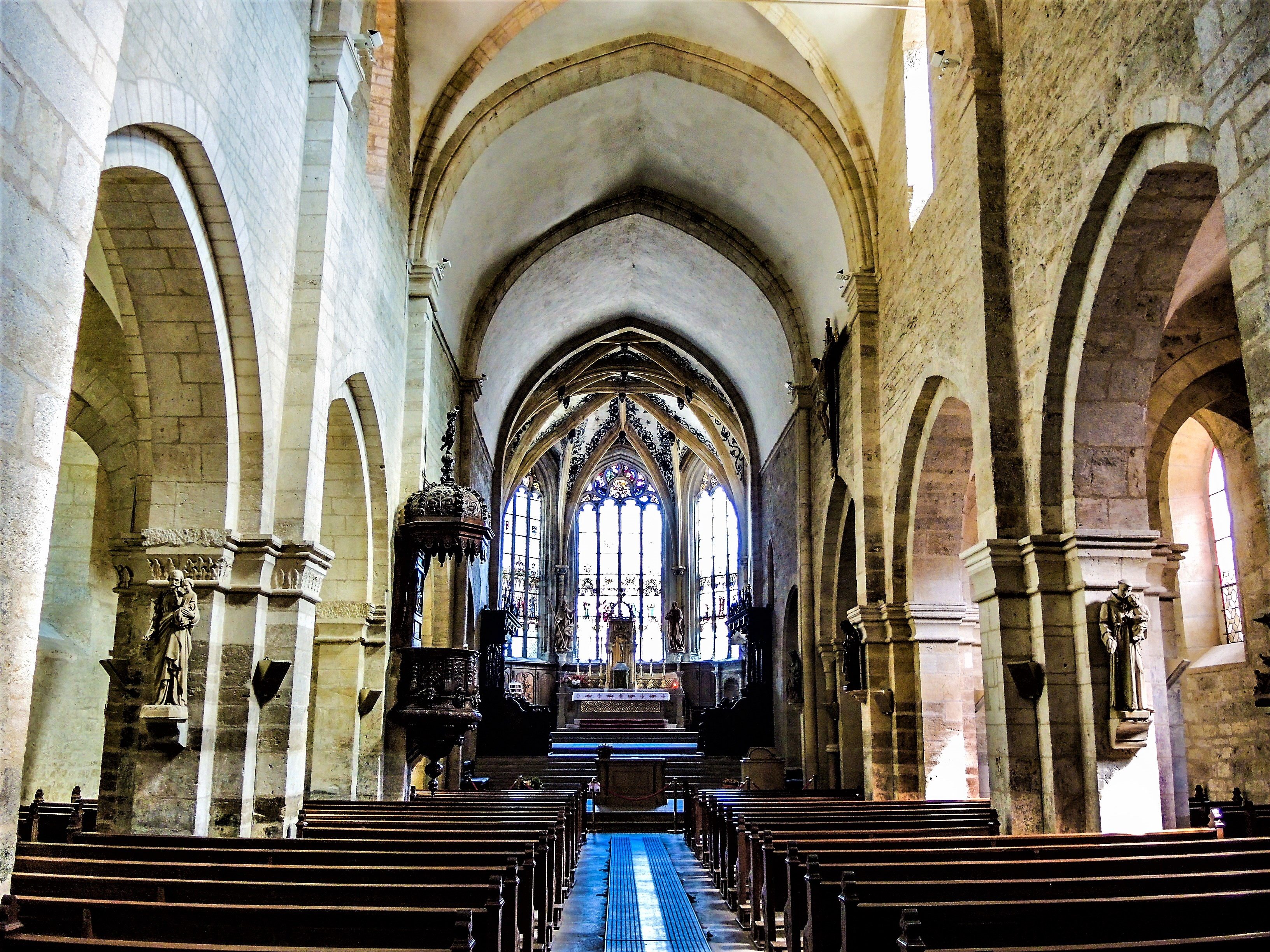
Nef de l'abbaye de Montbenoît